# 강근철
강근철(1988년 1월 15일 ~)은 대한민국의 카운터-스트라이크 프로게이머이다. 1남 1녀중 장남. 중학교 시절 카운터-스트라이크를 접하였고 위메이드 폭스 CS 소속이었다. 아이디는 solo를 사용한다. 2011년 8월 22일 폭스 해체 이후 원래 팀스폰서인 프로젝트kr 로 활동하다가 2012년 초 스페인 프로게임단인 RedCode팀 의후원을 받으면서 활동하다가 그해 4월 15일 입대해 2014년 초에 전역하고 카스온라인리그에 참가하고 있다.

## 수상 경력
- 2015.10 카스온라인 월드 챔피언십 JAKARTA 2015 우승
- 2014.12 카스온라인 월드 챔피언십 SEOUL 2014 준우승
- 2014.11 카스온라인 정규리그 더 챌린지 2014 시즌2 우승
- 2014.08 카스온라인 정규리그 더 챌린지 2014 시즌1 우승
- 2013.12 카스온라인 월드 챔피언십 SHANGHAI 2013 3위
- 2013.08 카스온라인 정규리그 더 챌린지 2013 우승
- 2010.11 WEM2010 우승
- 2010.11 IEF 2010 3위
- 2010.08 WCG2010 국가대표 선발전 우승
- 2010.08 e스타즈 2010 킹오브더게임 준우승
- 2010.04 카스온라인 동아시아대회 우승
- 2010.02 ESL S4 Asia Championship Finals 우승
- 2009.11 실내아시아경기대회 e스포츠부문 금메달
- 2009.10 ESL 인텔 익스트림 마스터즈 시즌 4 3위
- 2009.09 GameGune 2009 준우승
- 2009.07 e-Stars Continental Cup East 승
- 2009.07 e-Stars King of the Game 준우승
- 2009.05 DTS-CUP 준우승
- 2009.03 Inter Extreme Masters Global Final 5~6위
- 2009.01 Inter Extreme Asia Masters 2위
- 2008.11 World Cyber Games 3위
- 2008.10 Wrold E-sports Masters 3위
- 2008.09 IEF Korea Qualify Tournament 우승
- 2008.08 ESWC Grand Final 2위
- 2008.07 WCG Korea Qualify Tournament 우승
- 2008.07 이스타즈 서울 2위
- 2008.07 ESWC Masters 5~8위
- 2008.07 ESWC Korea Qualify Tournament 우승
- 2008.05 Nexon Counter-Strike Online Tournament 3위
- 2008.03 ESL Extreme Masters 3위
- 2008.01 ESL Extreme Masters Korea Qualify Tournament 우승
- 2007.10 5위 Extreme MastersLA2007
- 2007.10 5~8위 WCG2007GrandFinal
- 2007.08 WCG2007 한국대표선발전 우승
- 2007.08 CGS 한국국가대표선발전 CS:S 우승
- 2007.06 IEF2007 중국대표선발전 초청전 참가
- 2007.06 ESWC2007 한국대표선발전 우승
- 2007.06 KCSL Elite Season 우승
- 2007.05 우승 XPEED FPSGAME LEAGUE
- 2007.03 3위 Razer 배 카운터스트라이크 리그
- 2007.03 2006 대한민국 e스포츠 대상 올해의 카스팀
- 2007.03 Kespa Cup 카운터스트라이크 리그 준우승
- 2006.12 CPL winter champion ship 6위
- 2006.11 CPL KOREA 준우승
- 2006.10 WCG 2006 Grand Final 5~8th
- 2006.09 IEF Grand final 3위
- 2006.08 WCG 2006 한국대표선발전 우승
- 2006.07 IEF 2006 한국국가대표선발전 우승
- 2006.07 MIL WEF2006 한국국가대표 선발전 우승
- 2006.06 dynamic KOREA 이스포츠 홍보대사 한국대표 우승
- 2006.05 MIL ESWC2006 한국국가대표 선발전 4강
- 2006.05 MIL CPL2006 summer 한국국가대표 선발전 우승
- 2005.05 WEG 2006 Master 3위
- 2005.12 2005 CGEL 한중 E-sports 대항전 우승
- 2005.12 WEG CJ Grand Final 준우승
- 2005.09 WEG 2005 한국대표 선발전 우승
- 2005.09 WCG 2005 한국대표선발전 우승
- 2005.08 CGL 사이버파크 게임리그 한중대항전 한국예선 우승
- 2005.06 WEG season 2 한국대표 project_kr 8~12th
- 2016.08 CS:GO MVP.pk 활동 시작